# Cận thị

Đối với mắt bị cận thị, hình ảnh sẽ được hội tụ trước võng mạc thay vì hội tụ ở võng mạc như mắt bình thường. Một thấu kính lõm phù hợp có thể giúp điều chỉnh hình ảnh về đúng võng mạc.

Cận thị là một tật của khúc xạ ở mắt. Người bị cận thị sẽ gặp khó khăn trong việc nhìn và ghi nhận các chi tiết hình ảnh ở xa, phải cố gắng điều tiết để thấy rõ (bộc lộ qua động tác nheo mắt). Đây là một tật khúc xạ thường gặp nhất, đặc biệt là ở lứa tuổi đi học, thanh thiếu niên.

## Từ nguyên
Chữ Hán: 近視, nghĩa: "nhìn gần".

## Cơ chế và triệu chứng
Mắt đóng vai trò là một thấu kính hội tụ và "hứng" ảnh lên trên võng mạc, thông qua các tế bào thụ cảm và thần kinh thị sẽ giúp não bộ nhận biết được hình ảnh. Ảnh của vật thông qua thấu kính của mắt sẽ nằm phía trước võng mạc thay vì trong võng mạc đối với người bị cận thị, do đó ảnh sẽ không nhìn rõ được.
Trong quang vật lý học, điểm cực viễn là điểm xa nhất là mắt có thể nhìn rõ khi không điều tiết, điểm cực cận là điểm gần nhất mắt có thể ghi nhận ảnh rõ nhất sau khi điều tiết tối đa. Đối với mắt bình thường, điểm cực viễn sẽ là ở vô cực, điểm cực cận sẽ vào khoảng 25 cm. Mắt cận thị thì cả điểm cực cận và cực viễn đều bị dời gần lại, người ta xác định được độ cận diop bằng phép tính 1/OCv (OCv là khoảng cách từ mắt đến điểm cực viễn).
Triệu chứng của cận thị là đau đầu, mau mỏi mắt, nhìn xa bị nhòe, thường phải nheo mắt.

## Nguyên nhân
Nguyên nhân của tật cận thị là do: Mất cân bằng giữa chiều dài trục nhãn cầu và công suất khúc xạ của mắt: 
- Thường nhất là do trục nhãn cầu dài (làm khoảng cách đến võng mạc dài ra, ảnh không rơi được vào võng mạc)
- Thay đổi cấu trúc, độ cong của nhãn cầu như trong bệnh giác mạc hình chóp, thể thủy tinh cong trong thể thủy tinh chóp trước và chóp sau.

Nguyên nhân được cho rằng dẫn đến tật cận thị là: 
- Đọc sách, xem ti vi, sử dụng vi tính và các thiết bị điện tử quá nhiều, sử dụng những nơi thiếu ánh sáng, làm mắt phải luôn điều tiết.
- Tư thế học tập, ngồi đọc ngồi viết không đúng, bàn ghế không đúng chuẩn học đường.

## Biến chứng
Tật cận thị thường không gây biến chứng nặng, trừ trường hợp điều tiết quá kém có thể gây lé ngoài, không điều chỉnh tốt thì có nguy cơ bị nhược thị.
Thường dùng chung là từ "cận thị", nhưng có sự khác biệt giữa tật cận thị và bệnh cận thị, tật thì độ cận thường không quá 6D, còn bệnh thì có thể đến 20D, thậm chí 60D, bệnh cận thị luôn kèm theo các biến chứng nặng nề như teo gai thị, thoái hóa võng mạc,... Cận thị ở mức độ nặng có nguy cơ thoái hóa, độ cận cao và tăng nhanh gây nguy hiểm cho sức khỏe của mắt. Người mắc bệnh có thể bị tăng nhãn áp, bong võng mạc, bị đục thủy tinh thể, mắc bệnh đa hồng cầu và có nguy cơ mất thị lực.

## Điều trị
Tật cận thị thường không cần phẫu thuật hay can thiệp nhiều, đeo kính là phương pháp an toàn và hiệu quả nhất cho trường hợp này. Kính đeo cho người cận thị là thấu kính phân kì, chọn kính có độ (diop) thấp nhất cho thị lực tối đa. Không nên đeo liên tục và kiểm tra định kỳ mỗi 3 - 6 tháng để tránh lên độ cận.

Có thể phẫu thuật điều chỉnh như trong phẫu thuật LASIK, khi đã trên 25 tuổi, tiến triển của tật cận thị sẽ dừng lại nên có thể cân nhắc các phương pháp nhất là khi việc đeo kính có ảnh hưởng tới công việc cá nhân.